# Muyung
Muyung - Senza ombra (ムヨン?, Muyung) è un manga scritto e disegnato da Tsutomu Takahashi e Kim Jung-hyun, pubblicato sulla rivista Comic Manga Ō di Green Arrow Shuppansha. In Italia la serie è stata pubblicata dalla Flashbook nella collana Flashbook Manga dal 2008 al 2012. 

## Trama
La storia è ambientata in un mondo degradato e violento. I protagonisti sono due giovani, un ragazzo e una ragazza, dotati entrambi di poteri speciali che permettono al primo di vedere le anime dei morti e alla seconda di riportarli in vita. Ma questi poteri hanno i loro lati negativi.